# Seleuš
Seleuš (en serbe cyrillique : Селеуш ; en roumain : Seleuș ; en hongrois : Keviszőlős) est une localité de Serbie située dans la province autonome de Voïvodine. Elle fait partie de la municipalité d'Alibunar dans le district du Banat méridional. Au recensement de 2011, elle comptait 1 079 habitants.
Seleuš est officiellement classé parmi les villages de Serbie.

## Démographie

### Évolution historique de la population
| 1948  | 1953  | 1961  | 1971  | 1981  | 1991  | 2002  | 2011  |
| ----- | ----- | ----- | ----- | ----- | ----- | ----- | ----- |
| 2 276 | 2 189 | 2 286 | 2 121 | 1 765 | 1 499 | 1 340 | 1 079 |

|  |